# Sacura parva
Sacura parva är en fiskart som beskrevs av Phillip C. Heemstra och Randall, 1979. Sacura parva ingår i släktet Sacura och familjen havsabborrfiskar. Inga underarter finns listade i Catalogue of Life.